# Bottega

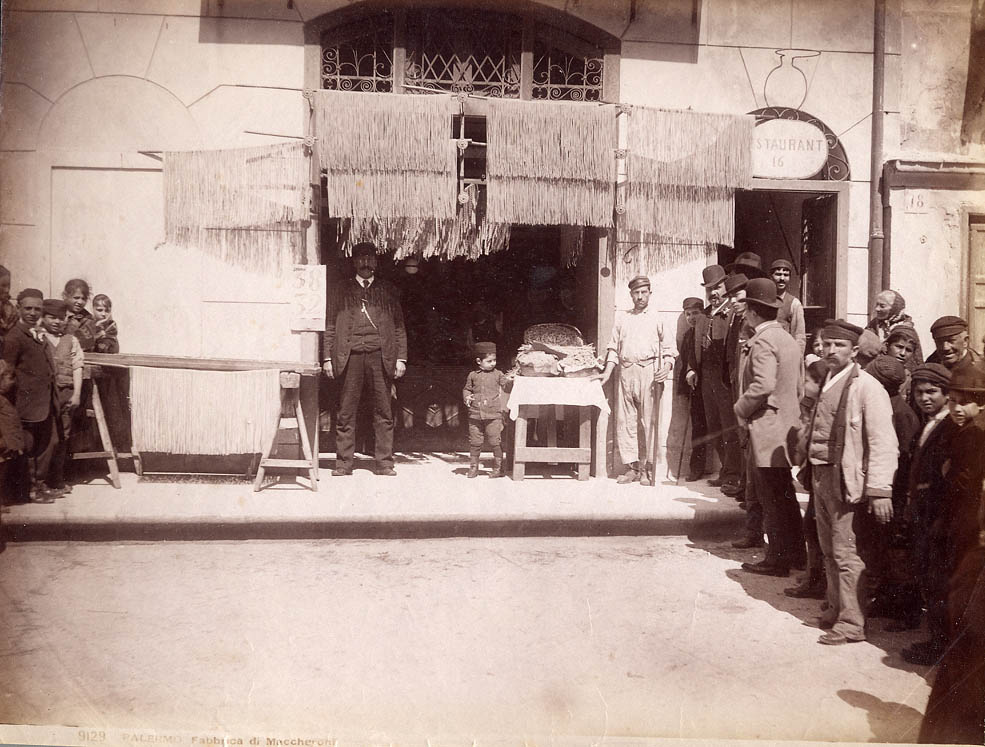
Una bottega di pastaio a Palermo, verso la fine dell'XIX secolo.

La bottega è un piccolo esercizio commerciale, generalmente affacciato sulla pubblica via e composto da un ambiente deputato alla vendita e da un adiacente laboratorio artigianale dove si lavorano le merci.
Il termine  è usato anche per indicare il luogo di lavoro di un artista e dei suoi eventuali apprendisti, altresì detto atelier.

## Evoluzione storica
Durante il Rinascimento, era consuetudine nel Cinquecento mandare "a bottega" i propri figli da maestri d'arte, affinché essi potessero meglio sviluppare le loro doti. Questo accadde a Leonardo da Vinci e Botticelli che andarono "a bottega" dal Verocchio, così come Michelangelo dal Ghirlandaio. Più nel dettaglio, la base per la crescita artistica di un giovane talentuoso alle prime armi era proprio la bottega, luogo in cui si compivano tutte le fasi di studio e di formazione degli artisti. Ognuno di essi si specializzava in una disciplina specifica, ma per tutti era indispensabile apprendere le basi del disegno.
A partire dal XIX secolo, la crescente industrializzazione dei prodotti ha causato la graduale trasformazione delle botteghe propriamente dette, suddividendole in esercizi a prevalente vocazione commerciale ed attività prevalentemente artigianali. Per questo motivo, ad esempio, sia un negozio di salumeria che un laboratorio di falegnameria vengono comunemente definiti botteghe.
Il citato processo industriale ha subìto una forte accelerazione del secondo dopoguerra e, unitamente all'avvento della GDO, ha determinato la quasi totale scomparsa delle botteghe, ovvero di attività miste commerciali-artigianali o da queste discendenti.

## Nel mondo

### Italia
Nelle città italiane del XXI secolo, i residui esempi di bottega sono principalmente costituiti da attività del piccolo artigianato di servizio, come fornai, calzolai e sarti.
Nel XXI secolo, la Regione Toscana con la Legge Regionale 22 ottobre 2008, n. 53 decreta l’esistenza del Maestro Artigiano e della Bottega Scuola, con l'intento di salvaguardare e rilanciare l'artigianato artistico tramite un sistema formativo che consenta di salvaguardare settori e tecniche produttive a rischio scomparsa, favorire il ricambio generazionale e ampliare le conoscenza tecniche e materiche di giovani laureati in indirizzi progettuali e artistici.